# Witlipbamboeadder
De witlipbamboeadder (Trimeresurus albolabris) is een giftige slang uit de familie adders (Viperidae) en de onderfamilie groefkopadders (Crotalinae).

## Naam en indeling
De wetenschappelijke naam van de soort werd voor het eerst voorgesteld door John Edward Gray in 1842. De slang werd later aan andere geslachten toegekend, zoals Lachesis en het niet langer erkende Cryptelytrops.
De soortaanduiding albolabris betekent vrij vertaald 'witte lip'; albo = wit en labrum = lip.

## Uiterlijke kenmerken
De slang bereikt een lichaamslengte tot 104 centimeter, het lichaam is stevig gebouwd. De langwerpige kop is duidelijk te onderscheiden van het lichaam door de aanwezigheid van een insnoering. De kop bevat opvallende warmtezintuigen. De slang heeft 21 rijen schubben in de lengte op het midden van het lichaam en 149 tot 186 schubben aan de buikzijde. Onder de staart zijn 48 tot 78 gepaarde staartschubben aanwezig. De anale schub is meestal ongepaard. De huidkleur van deze slank gebouwde, in bomen levende slang is groen met verspreide gele schubben.

## Leefwijze
Deze nachtactieve soort wacht in de bomen met zijn kop naar beneden op een voorbijkomende prooi. Is de prooi nabij genoeg, dan trekt hij de kop terug en haalt uit. Het gif is voor mensen gevaarlijk, omdat het bestaat uit componenten die het bloed aantasten. De witlipbamboeadder jaagt op boomkikkers, gekko's, muizen en kleine vogels.
De vrouwtjes zetten geen eieren af, maar zijn eierlevendbarend, een worp bestaat meestal uit 12 tot 20 jongen.

## Verspreiding en habitat
Deze soort komt algemeen voor in Zuidoost-Azië en leeft in de landen India, Nepal, Bhutan, Myanmar, Thailand, Cambodja, Laos, Vietnam, China en Indonesië. De habitat bestaat uit vochtige tropische en subtropische bossen, zowel in laaglanden als in bergstreken en tropische en subtropische scrublands. Ook in door de mens aangepaste streken zoals akkers, plantages, landelijke tuinen en aangetaste bossen kan de slang worden gevonden. De soort is aangetroffen van zeeniveau tot op een hoogte van ongeveer 1200 meter boven zeeniveau.

## Beschermingsstatus
Door de internationale natuurbeschermingsorganisatie IUCN is de beschermingsstatus 'veilig' toegewezen (Least Concern of LC).